# Things Bad Begun
«Empieza lo Malo»  —título original en inglés: «Things Bad Begun»— es el décimo quinto episodio de la tercera temporada de la serie de televisión posapocalíptica, horror Fear the Walking Dead. Se estrenó el 15 de octubre de 2017, estuvo dirigido por Andrew Bernstein y el guion estuvo a cargo de Jami O'Brien. Este episodio presenta la "muerte" de Troy Otto (Daniel Sharman) cuando es "asesinado" por Madison Clark (Kim Dickens).

## Trama
Alicia lleva a Diana al bazar para recibir tratamiento y se alista para ayudar en una cirugía que le salvó la vida. El paciente es John, el líder de Los Procuradores, una banda de motociclistas fuera de la ley que está abriendo una ruta comercial desde la costa del golfo de Texas hasta San Diego. Mientras tanto, Troy se entera de que los procuradores tienen la intención de atacar la presa y se apresura con Nick para advertirles. Se decide resistir, pero si la derrota es seguro que volará la presa con explosivos para evitar que los Procuradores tengan el monopolio del agua. Walker y Perro Loco se van en busca de supervivientes de su nación. Strand le dice a Nick que saque a su familia, ya que ha hecho un trato con los Procuradores pero ya no puede garantizar la seguridad de nadie. Nick luego es interrogado por Daniel sobre la manada, dándole a Nick otra razón para sacarlos. Sin embargo, cuando Madison se entera de que Troy lideró la manada, lo asesina frente a Nick. Strand abre una puerta para los Procuradores y en una lucha le dispara a Daniel en la cara. Mientras los Procuradores invaden la presa, Strand toma el detonador y esconde a Madison y Nick.

## Recepción

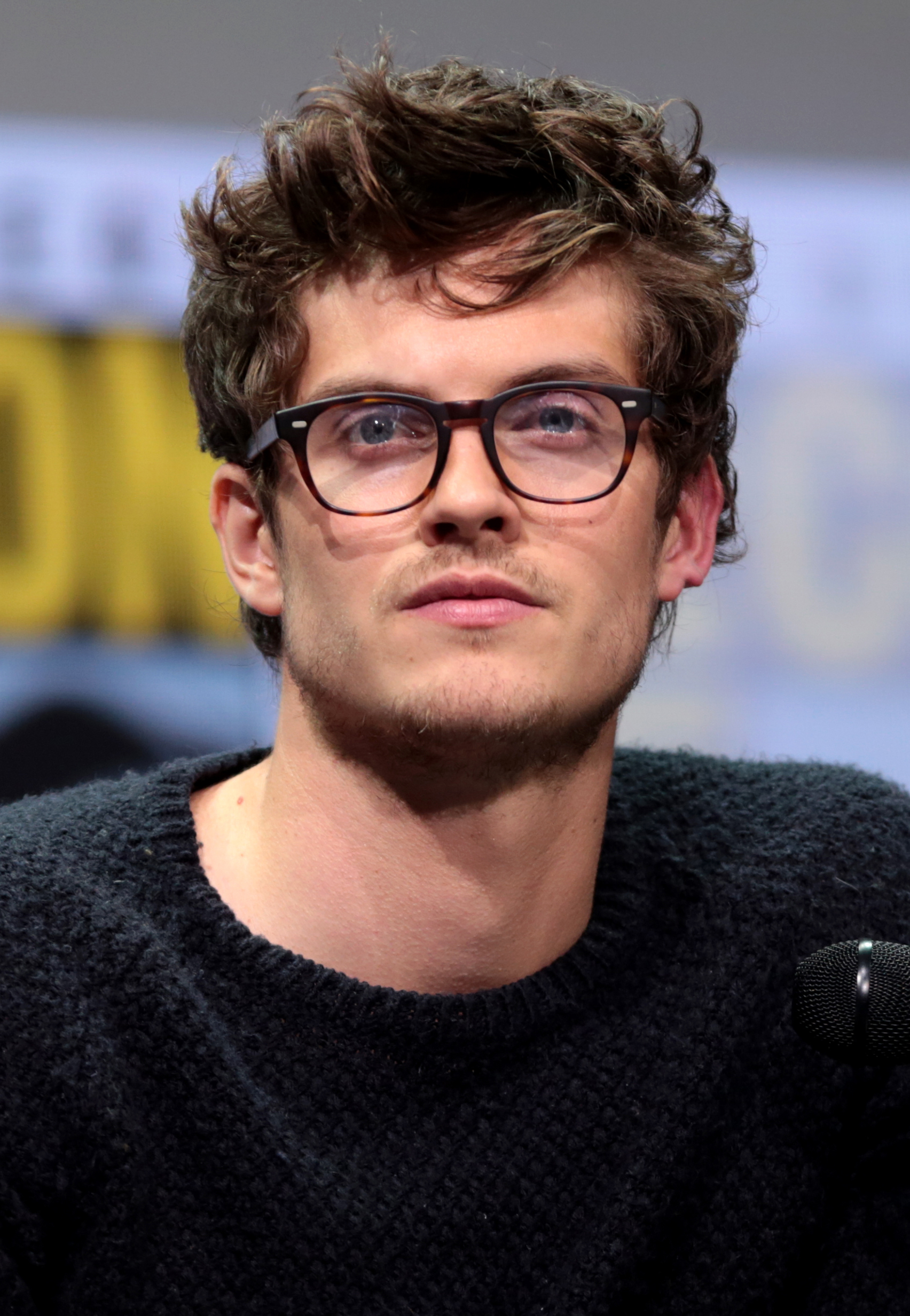
Daniel Sharman hizo su última aparición regular como Troy Otto en este episodio.

En una revisión conjunta junto con el episodio final de la temporada, "Sleigh Ride", Matt Fowler de IGN le dio a "Things Bad Begun" una calificación de 8/10, indicando; "Algunos de los momentos interpersonales no se sintieron bien en el cierre de la temporada 3 de Fear the Walking Dead, pero usar la presa como pieza central para el final del juego, al mismo tiempo que se introdujo un nuevo villano en la mezcla, fue un final emocionante: incluso si los sueños inquietantes de Madison fueran lo único que resonó emocionalmente."
Por el contrario, David S.E Zapanta de Den of Geek le dio a "Things Bad Begun" una revisión más negativa, con una calificación de 2.5 / 5, indicando; "A pesar de lo dinámico y atractivo que es Ray McKinnon, él y sus supervisores subdesarrollados se sintieron heridos hasta el final de la temporada".

### Calificaciones
"Things Bad Begun" fue visto por 2,23 millones de espectadores en los Estados Unidos en su fecha de emisión original, la misma cantidad de ratings que el episodio anterior.